# Plotino
Plotino (in greco antico: Πλωτῖνος?, Plōtînos; Licopoli, 203/205 circa – Suio, 270) è stato un filosofo greco antico.
È considerato uno dei più importanti filosofi dell'antichità, erede di Platone, a volte identificato in toto col suo pensiero. 
Le informazioni biografiche su di lui provengono per la maggior parte dalla Vita di Plotino, composta dal suo allievo Porfirio come prefazione alla pubblicazione delle Enneadi, gli unici scritti di Plotino, che hanno ispirato per secoli teologi, mistici e metafisici pagani, cristiani, ebrei, musulmani e gnostici. 
Allievo di Ammonio Sacca, Plotino elaborò la dottrina dell'emanatismo monistico, un processo necessario ed eterno, non creazionistico, in cui ognuna delle tre ipostasi genera quella di livello inferiore: Uno, Nous, e Anima universale, da cui traggono vita le anime particolari, soggette a cicli di reincarnazione, e confinate nella materia che è un semplice non-essere.

## Biografia
L'informazione sul suo luogo di nascita, Licopoli (in Egitto), si deve alla Suda.
Porfirio riteneva che Plotino, suo maestro, avesse sessantasei anni quando morì nel 270 d.C., nel secondo anno di regno dell'imperatore Claudio II, il che ci fa presumere che fosse nato intorno al 204 d.C.
Plotino aveva un'innata sfiducia nella materialità (caratteristica comune al Platonismo), ritenendo che i fenomeni e le forme (eidos) fossero una pallida immagine o imitazione (mimesis) di qualcosa «di più alto e comprensibile» [VI. I] che era «la parte più vera dell'autentico Essere». Questa sfiducia si estendeva al corpo, compreso il proprio; Porfirio riporta che una volta rifiutò di lasciarsi dipingere un ritratto, probabilmente per questo scarso apprezzamento della propria figura. Allo stesso modo, Plotino non parlò mai dei suoi avi, della sua infanzia, e del suo luogo e data di nascita. Eunapio tuttavia riporta che nacque a Licopoli, nella provincia romana d'Egitto, ed è possibile che fosse un egiziano ellenizzato. Da tutti i resoconti biografici risulta che si mostrò sempre persona di altissime qualità morali e spirituali.
Plotino intraprese lo studio della filosofia a ventisette anni, attorno al 232, e a tal fine si recò ad Alessandria d'Egitto. Qui non fu soddisfatto di nessun insegnante, finché un conoscente gli suggerì di ascoltare le lezioni di Ammonio Sacca. Dopo aver assistito a una sua lezione, dichiarò all'amico: «È questo l'uomo che cercavo», e cominciò a studiare sotto la guida del suo nuovo maestro. Oltre ad Ammonio, Plotino fu influenzato dalle opere di Alessandro di Afrodisia, di Numenio di Apamea, e da vari stoici.

### Spedizione in Asia e trasferimento a Roma
Passò i seguenti undici anni ad Alessandria fin quando, ormai trentottenne, decise di investigare gli insegnamenti filosofici dei Persiani e degli Indiani, in quanto nel pensiero dell'epoca sia i gimnosofisti indiani che i magi persiani erano considerati, accanto ai saggi d'Egitto, una delle principali fonti della conoscenza sapienziale. Per questo lasciò Alessandria unendosi all'esercito di Gordiano III che marciava sulla Persia. La campagna militare però fu un fallimento e, alla morte di Gordiano, Plotino si trovò abbandonato in una terra ostile, e fu con grandi difficoltà che riuscì a trovare la via del ritorno verso la sicura Antiochia di Siria.
A quarant'anni, durante il regno di Filippo l'Arabo, venne a Roma, dove passò la maggior parte degli anni successivi. Qui creò la sua scuola neoplatonica che attirò un gran numero di studenti. La cerchia più ristretta comprendeva Porfirio, l'etrusco Amelio, il senatore Castrizio Firmo e Eustochio di Alessandria, un medico che si dedicò a imparare da Plotino e gli fu accanto fino alla morte. Tra gli altri studenti si ricordano: Zethos, di origine araba che morì prima di Plotino, lasciandogli una somma di denaro e un po' di terra; Zotico, critico e poeta; Paolino, un medico di Scitopoli; Serapione di Alessandria. Aveva altri studenti nel Senato romano oltre a Castrizio, come Marcello Oronzio, Sabinillo, e Rogaziano. Tra i suoi studenti si annoveravano anche donne, come Gemina, nella cui casa visse durante la sua residenza a Roma, e la figlia di lei, anch'essa chiamata Gemina; Amficlea, moglie di Aristone figlio di Giamblico (ma non si tratta del filosofo, posteriore a Plotino, che porta lo stesso nome). Plotino era anche in corrispondenza col filosofo Cassio Longino.

### Gli anni successivi
A Roma, Plotino si guadagnò anche il rispetto dell'imperatore Gallieno e di sua moglie Cornelia Salonina. Plotino tentò di interessare l'imperatore alla ricostruzione di un accampamento abbandonato in Campania noto come la 'Città dei Filosofi', altrimenti nota come Platonopoli, in quanto gli abitanti avrebbero dovuto vivervi secondo la costituzione scritta nelle Leggi di Platone. Tuttavia non riuscì mai a ottenere un sussidio imperiale per ragioni ignote a Porfirio, che riporta l'episodio.

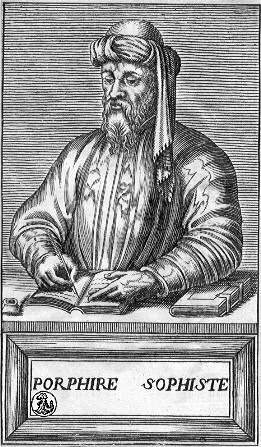
Porfirio, discepolo di Plotino

Plotino visse i suoi ultimi giorni in una proprietà nel Basso Lazio, probabilmente situata nei pressi di Suio Terme, le antiche terme vescine, lasciatagli dall'amico Zethos. Secondo il racconto di Eustochio, che gli fu accanto al momento del trapasso, le sue ultime parole furono: «Sforzatevi di restituire il Divino che c'è in voi stessi al Divino nel Tutto». Eustochio racconta che un serpente strisciò sotto il letto dove giaceva Plotino, e sgusciò via attraverso un buco nel muro; nello stesso istante Plotino morì.
Plotino non scrisse nulla fino all'età di 49 anni, per mantenere la promessa, fatta al suo maestro, di non rivelare la sua dottrina per iscritto; in seguito però si convinse a scrivere i saggi che sarebbero diventati le Enneadi nel corso di diversi anni, dal 253 d.C. circa fino a pochi mesi dalla morte, avvenuta diciassette anni più tardi. Porfirio precisa che le Enneadi, prima di essere compilate e riordinate da lui stesso, erano un enorme accumulo di note e saggi che Plotino usava nelle sue lezioni e nei dibattiti, più che un vero libro.
Plotino non poté rivedere il proprio lavoro a causa di problemi di vista, anche se, secondo Porfirio, i suoi scritti richiedevano sempre una revisione dettagliata: la sua grafia era orrenda, non separava adeguatamente le parole, e gli importava poco delle sottigliezze dell'ortografia. Non gli piaceva il lavoro editoriale e affidò il compito a Porfirio, che non solo rivide le sue opere, ma le mise nell'ordine con cui ci sono giunte.

## Dottrina
La dottrina di Plotino nasce dalla constatazione che al vivere è essenziale l'unità. Mentre l'artigiano costruisce l'uno a partire dai molti, cioè assemblando più parti tra loro, la natura sembra operare in senso inverso: da un principio semplice fa scaturire il molteplice. Ad esempio, nell'individuo Socrate sembra operare un unico principio o logos, che articolandosi ne determina l'aspetto, come il volto, o il naso camuso; questo non è modellato da uno scultore, ma si sviluppa da sé, in virtù di una forza interiore che è la stessa che fa vivere Socrate. Plotino chiama Anima del mondo il principio vitale da cui prendono forma le piante, gli animali, e gli esseri umani. È da questo principio universale che è possibile comprendere i gradi inferiori della natura, non viceversa. La vita, secondo Plotino, non opera assemblando singoli elementi fino ad arrivare agli organismi più evoluti e intelligenti, ma al contrario, l'intelligenza dev'essere già presente dentro di lei.
Ciò evidentemente è possibile perché l'Anima discende a sua volta da una superiore unità in cui immediatamente coesistono quelle forme intelligibili (le Idee platoniche), che per il suo tramite diventano le ragioni immanenti e formanti degli organismi. Le Idee devono tuttavia restare in sé trascendenti, espressioni di un medesimo Intelletto o Pensiero autocosciente, che pensandosi si rende oggetto a sé stesso. In lui, essere e pensiero formano così un unicum. Tale identità di essere e pensiero è però ancora un'identità di due realtà distinte, benché coincidenti. Secondo Plotino occorre allora ammettere il puro Uno al di sopra di questa stessa identità, quale principio ineffabile del Tutto.

### L'Uno
L'Uno è la prima, totalmente trascendente, ipostasi, cioè la prima realtà sussistente. Esso non può contenere alcuna divisione, molteplicità o distinzione; per questo è al di sopra persino di qualsiasi categoria di essere. Il concetto di "essere" deriva infatti dagli oggetti dell'esperienza umana, ed è un attributo di questi, ma l'infinito trascendente Uno è al di là di tali oggetti, quindi al di là dei concetti che ne deriviamo.
Anche Parmenide, a cui Plotino intende esplicitamente richiamarsi, aveva individuato nell'unità l'attributo primario dell'essere (per un'impossibilità logica di pensarlo diviso). Ma nel rifarsi a lui, Plotino cerca di dare maggiore coerenza e organicità al pensiero di Platone, di cui si considera erede, conservando la nozione di filosofia come eros e come dialettica. Platone aveva posto al principio di tutto non l'Uno, ma una dualità, tentando così di fornire una spiegazione razionale al molteplice. Secondo Plotino invece la dualità è un principio contraddittorio, che egli collocherà piuttosto nell'Intelletto, da lui identificato anche con l'essere parmenideo. Plotino così pone l'Uno al di sopra dell'Essere a differenza non solo di Parmenide, ma anche di Aristotele e Platone.

L'Uno «non può essere alcuna realtà esistente» e non può essere la mera somma di tutte queste realtà (diversamente dalla dottrina stoica che concepiva Dio immanente al mondo), ma è «prima di tutto ciò che esiste». All'Uno quindi non si possono assegnare attributi. Ad esempio, non gli si possono attribuire pensieri perché il pensiero implica distinzione tra il pensante e l'oggetto pensato. Allo stesso modo, non gli si può attribuire una volontà cosciente, né attività alcuna. Plotino nega implicitamente anche una natura senziente o autocosciente per l'Uno. Acconsente di chiamarlo "Bene", ma con tutte le cautele del caso: 

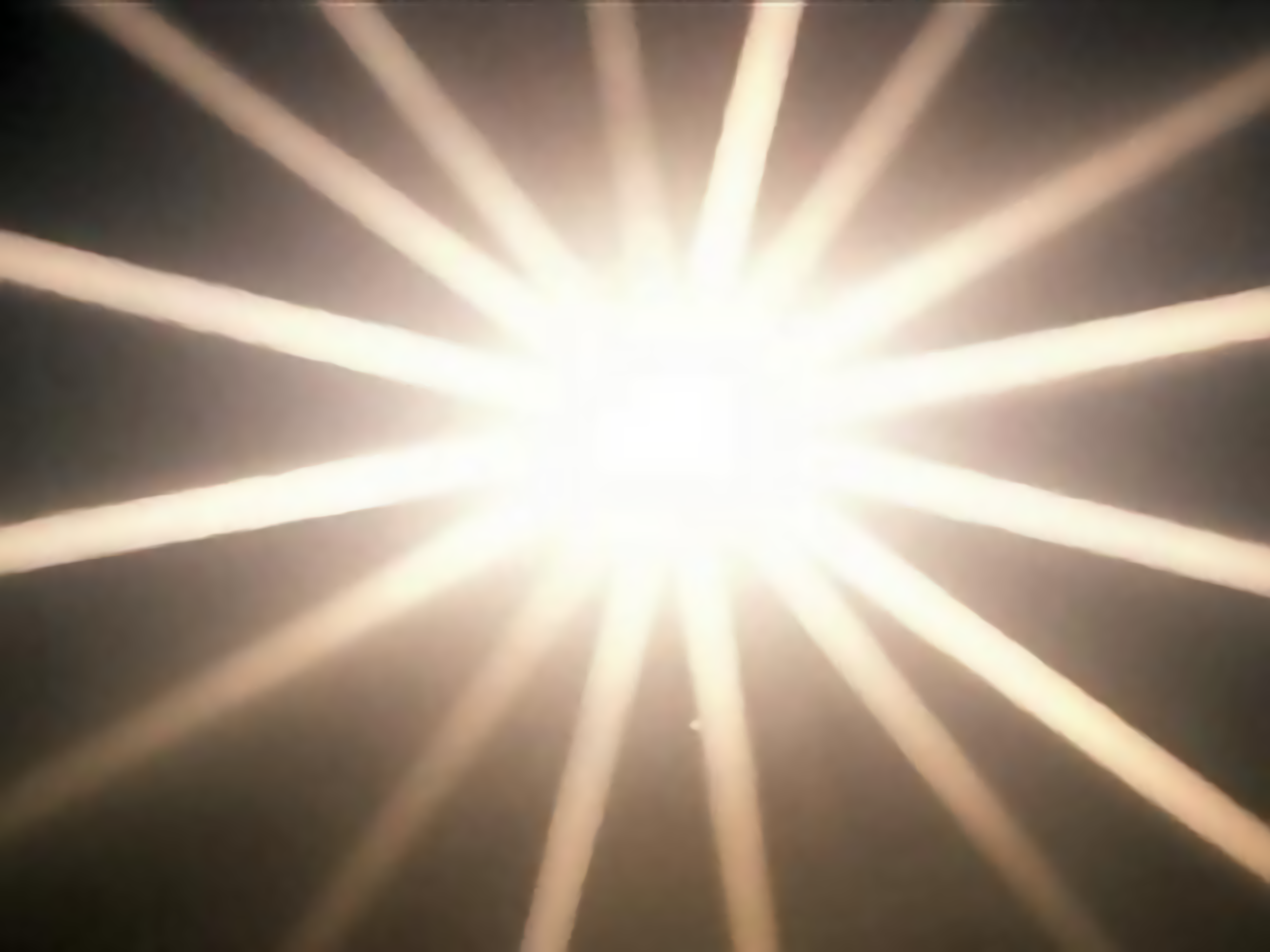
L'Uno emana le ipostasi «come un'irradiazione, come la luce del Sole splendente intorno ad esso».

Talora Plotino lo assimila al centro di una serie di cerchi concentrici provenienti da una fonte luminosa: «il Sole ne è un'immagine, poiché esso è come un centro per la luce che si diffonde da esso». In genere preferisce però paragonare più propriamente l'Uno alla Luce, che rende meglio l'idea di una sostanza sottilissima priva di sostrato, l'Intelletto al Sole che la proietta, e infine l'Anima alla Luna che la riceve, come in Enneadi [V,6,4].
Dell'Uno nulla si può dire, a meno di non cadere in contraddizione. L'Uno può essere arguito solo per via negativa, dicendo ciò che esso non è: quella di Plotino è pertanto una teologia negativa o apofatica, assimilabile alle religioni orientali come l'induismo, il buddhismo e il taoismo.
«Uno» è anch'esso un termine improprio, usato solo per distinguerlo dai molti. Eppure, come la luce non può essere vista di per sé, ma si rende visibile solo in quanto fa vedere gli oggetti, così esso si rivela come condizione del nostro pensare. Nel risalire a Lui, Plotino ricorre al principio logico secondo cui il "meno perfetto" deve di necessità emanare dal "più perfetto". Così tutta la realtà discende dall'Uno in stadi successivi di sempre minore perfezione.
Volendo trovare un perché a questa discesa, si potrebbe immaginare l'Uno come volontà che dona all'esterno di sé il risultato della sua natura attributiva (essendo la natura della volontà quella di volere). Questo donare però esula chiaramente da qualunque esigenza razionale; se infatti l'Uno andava ammesso per una necessità della logica formale, poiché non potremmo avere coscienza dei molti senza rapportarli all'uno, una tale necessità viene invece a mancare quando, nel discendere, cerchiamo ragioni che costringano l'Uno a uscire da sé e generare il molteplice. Egli infatti è del tutto autosufficiente, essendo "causa di sé". 
Assegnare ragioni all'Uno è peraltro impossibile, essendo Egli piuttosto la fonte di ogni ragione: si può dire allora che la necessità del donare fa parte della sua natura, ma non perché ne abbia bisogno. L'Uno genera in maniera assolutamente disinteressata e involontaria gli stadi a sé inferiori.
Questi stadi non sono temporalmente isolati, ma si susseguono lungo un processo costante, in un ordine eterno. I filosofi neoplatonici successivi, specialmente Giamblico, aggiunsero centinaia di esseri ed emanazioni intermedie tra l'Uno e l'umanità, mentre il sistema plotiniano rimane relativamente semplice.

### L'Intelletto (Nous)
La seconda ipostasi è quella dell'Intelletto, generato — non creato — per emanazione o processione (apòrroia). L'emanazione avviene per una sorta di auto-contemplazione estatica dell'Uno: nel contemplarsi, l'Uno si sdoppia in un soggetto contemplante e un oggetto contemplato. Questa autocontemplazione non appartiene propriamente all'Uno, perché in Lui non c'è dualismo alcuno. L'autocontemplazione o autocoscienza è soltanto la conseguenza del traboccare dell'Uno, che ne rimane al di sopra. 
Tale autocoscienza, che tra l'altro è ancora piena identità di soggetto e oggetto, è l'Intelletto (o Essere). In altre parole, l'Intelletto è l'estasi dell'Uno: estasi vuol dire infatti "uscire da sé". L'Uno esce di sé non per un libero atto di amore, ma per un processo necessario ed eterno, «verosimilmente perché è ridondante» dice Plotino: si tratta come abbiamo visto di una necessità originata dall'Uno stesso, che ne resta comunque superiore.
Nell'Intelletto il Soggetto, cioè il Pensiero, è identico immediatamente all'Oggetto, cioè l'Essere: sono infatti due termini complementari, che non possono logicamente sussistere senza l'altro. Si tratta dell'identità di essere e pensiero di cui già aveva detto Parmenide. Plotino però la chiama «Νούς» (Nùs), che è il nome dato da Aristotele al «pensiero di pensiero» (Nòesis noèseos in greco), e prima ancora da Anassagora all'Intelletto ordinatore. Nòesis in greco vuol dire intuizione: l'Intelletto è infatti auto-intuizione, ovvero riflessività. Ma l'originalità di Plotino rispetto ad Aristotele sta nel collocare nell'Intelletto le idee platoniche: in tal modo, egli sottrae il «pensiero di pensiero» all'apparente astrattezza aristotelica, dandogli un contenuto e rendendolo più articolato. Le idee platoniche costituiscono infatti il principium individuationis, la ragione o lògos per cui una certa realtà risulta fatta così, e non diversamente.
Le idee platoniche non sono per Plotino degli oggetti di pensiero: l'Intelletto non pensa le idee, piuttosto, le Idee sono tutte identiche all'Intelletto stesso, e sono perciò principalmente Soggetti di pensiero. In altri termini, le idee sono infiniti modi di prospettarsi dell'unico Intelletto. In esso è presente un'alterità solo in potenza; nell'Essere ogni idea è tutte le altre.
Il Nous è rivolto verso l'Uno, ne guarda la bellezza, la pienezza originaria, e non potendola più raggiungere, pensa sé stesso, all'interno di un circolo ermeneutico soggetto-oggetto, pensiero - essere. L'Intelletto non è più Uno, ma è un Uno-molti, poiché ha un'unità solo nella diversità, un'unità nel senso di identità «dell'identico e del diverso» (pensiero ed essere). Grazie a questa distinzione può pensare ed essere pensato senza contraddizione, non è più ineffabile e impredicabile. È la prima forma di intuizione, il livello estremo a cui il nostro pensiero può arrivare. Plotino lo paragona al Sole la cui luce è percepibile grazie alla massa solida che gli fa da base.

### L'Anima
La terza ipostasi è quella dell'Anima, sorgente della vita, che si fa veicolo dell'Uno nel mondo. L'Anima procede dall'auto-contemplazione dell'Intelletto; è un'unione non più immediata, bensì mediata (dal Noùs) di essere e pensiero. Essa così rende possibile il ragionamento discorsivo-dialettico, fungendo da tramite: per un verso è rivolta verso l'Intelletto, per un altro guarda verso il basso, risultando sdoppiata in due parti, una superiore e una inferiore. Questo articolarsi dell'Anima ha come riflesso l'articolarsi del pensiero, che può volgersi alla ricerca dell'unità, e al contempo passare a distinguere e definire il molteplice allontanandosi dall'astrattezza dell'assoluto. Come questi due procedimenti sono solo apparentemente antitetici, così anche l'Uno e il molteplice vanno conciliati l'uno con l'altro.

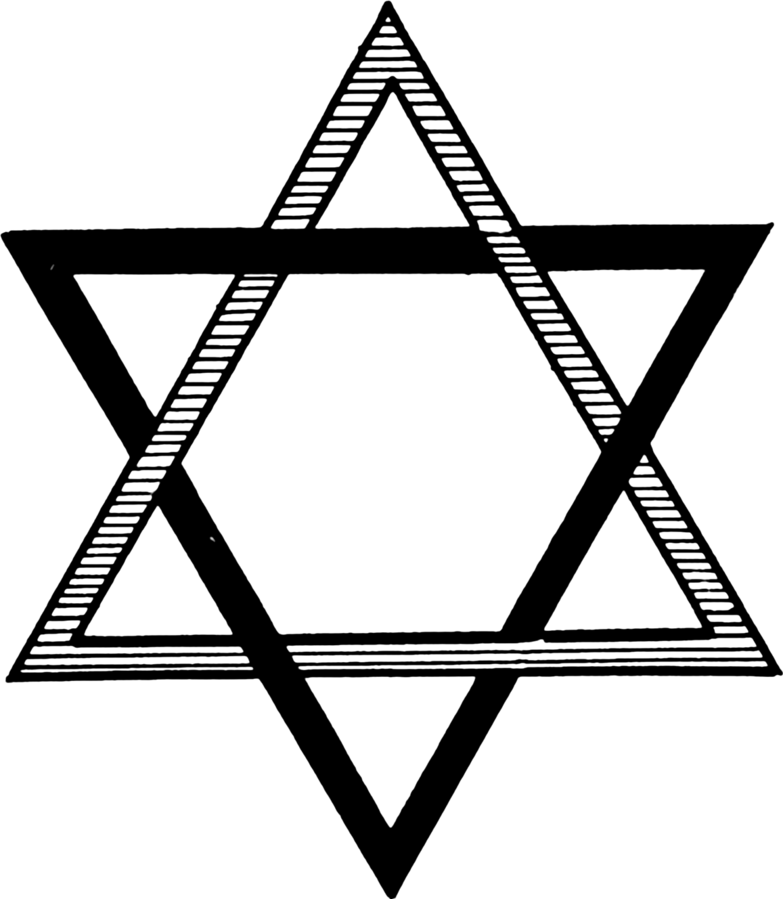
L'Anima secondo Plotino è strutturata in due parti, una rivolta verso l'alto, l'altra verso la materia in basso, come nel simbolo ermetico del macrocosmo che si riflette nel microcosmo umano.

L'Anima inferiore, per la sua capacità di unificare in sé il molteplice disperso nell'universo, si fa anima del mondo: quest'ultimo risulta così tutto vivo e intimamente popolato da energie. Nel vitalizzare il cosmo, l'Anima non opera "deliberando": la sua attività non è progettuale né tantomeno riproducibile pragmaticamente nei suoi passaggi, perché antitetica al meccanicismo o a un operare artigianale. Si può arguirla solo per via di negazione. Si tratta di un principio naturale dominato da una volontà cieca o inconscia, che genera involontariamente il molteplice dall'uno. Si potrebbe per certi versi paragonarla all'operare onirico di un artista.
Con l'ipostasi dell'Anima, Plotino raccoglie le critiche che Aristotele aveva mosso al platonismo; l'Anima consente infatti a Plotino di concepire le idee non solo come trascendenti, ma anche immanenti, in quanto vengono veicolate dall'Anima in ogni elemento del mondo sensibile; egli si avvicina così al concetto aristotelico di entelechia.
L'Anima infatti, sia quella superiore sia quella inferiore, ha una funzione intellettiva che le deriva dal Noùs, rendendo attuale nel tempo la potenza eterna delle idee intelligibili. Queste vengono ridestate tramite la reminiscenza; ma rispetto a Platone, Plotino intende sminuire il ricordo cosciente rivalutando invece l'importanza del rammemorare inconscio o non deliberato, nel quale le Idee sembrano ridestarsi con maggiore vitalità e purezza. Il tempo stesso, al cui tema viene dedicato un intero trattato della III Enneade, è per Plotino immagine e ricordo dell'eternità: egli intuisce la relatività del tempo, come entità priva di sussistenza autonoma. Questo rapporto fra tempo ed eternità sarà poi studiato soprattutto da Agostino d'Ippona e dai pensatori del Novecento.
Dalla grande Anima dell'Organismo universale prendono quindi forma le singole anime degli esseri viventi. Ciò che avveniva a livello universale, ossia la duplicità di Anima originaria e Anima del mondo, si ripropone a livello individuale, come sdoppiamento tra un'anima superiore, rimasta a guardare verso l'alto, e una "scesa giù", preposta al governo dell'io terreno. Plotino tiene a sottolineare non solo che l'anima è distinta dal corpo, ma che essa viene prima del corpo. Questo «prima» va inteso non in senso cronologico, ma nell'ordine dell'essere, cioè in senso ontologico. L'anima modella il proprio corpo per via di un suo offuscamento, in maniera simile all'energia di un fuoco che spegnendosi si solidifica; è lo svanire della potenza dell'anima che dà luogo a uno spazio in cui essa prende corpo.
La «voglia di appartenersi» che Plotino attribuisce all'anima umana è la volontà-distacco dall'Uno che in un istante immediato diviene essere e pensare un corpo in cui si ritrova incarnata. Nell'anima umana tuttavia rimane una presenza divina e trascendente, quella della sua parte originaria che era prima del corpo, e spinge per tornare all'Uno.

### Il male come diversità
Al punto più basso dell'emanazione o processione dall'Uno si trova la materia, che è un semplice non-essere perché non è un'ipostasi. Essa è soltanto il limite estremo della discesa. È il luogo delle illusioni sensibili, delle presenze oscure e maligne.
Le idee dell'essere si fondono qui con la chora, la materia che per Platone è poter essere, via di mezzo fra essere (in quanto fa esistere il mondo sensibile) e non-essere (in quanto non è idea ed è quindi fuori da questo). A differenza di Platone, però, secondo Plotino la materia non è plasmata deliberatamente da un Demiurgo, ma sottostà ad una necessità cieca.
Il mondo sensibile non è un'ipostasi perché non ha una sua vera consistenza: quanto i sensi percepiscono infatti è mera apparenza; solo l'invisibile costituisce la vera realtà. La materia dunque non è un male assoluto, ma un male inteso in senso relativo, come semplice mancanza, privazione di essere, così come il buio è solo assenza di luce.
Il male di ogni ente, compreso l'uomo, è la diversità, il non essere gli altri enti: «Nel mondo intelligibile ogni essere è tutti gli esseri, ma quaggiù ogni cosa non è tutte le cose» dice Plotino. Quaggiù l'unità delle idee che coincidevano tutte nel medesimo Intelletto risulta frantumata; ogni organismo appare distinto dagli altri. Gli enti di questo mondo sono bene in quanto a immagine dell'essere, ma male in quanto non sono gli altri enti e non sono la medesima realtà.
Anche il male tuttavia ha una sua ragion d'essere, essendo qualcosa di inevitabile e necessario. È infatti per necessità che l'Uno emana il Noùs, il Noùs l'Anima, e l'Anima il mondo sensibile. A coloro che vorrebbero toglier via il male dal mondo, Plotino risponde citando dal Teeteto platonico l'obiezione di Socrate, che «ciò non può avvenire, perché il male esiste necessariamente, essendo necessario un contrario al Bene». Plotino attribuisce al male anche una funzione etica: egli vi vede una sorta di espiazione di una colpa originaria.
Da qui si può capire come Plotino esamini il mondo sensibile in modo diverso dagli scienziati: costoro studiano solo l'aspetto pratico ed esteriore della realtà, seguendo il prodursi dei fenomeni secondo una prospettiva sufficiente a sé stessa. Per Plotino invece i fenomeni sono indice di qualcosa di superiore: essi sono un segnale da cogliere, un "nunzio" dell'intelligibile.
Per ricomporre l'identità delle idee andata smarrita, la soluzione non è il conformismo (dalla valenza puramente esteriore), ma al contrario la fuga dal mondo (ovvero il differenziarsi); tema e scelta di rilievo nel Medioevo, che fu dovuta in parte a guerre e situazioni storiche, ma trova qui un contributo fondamentale nell'orientare molti posteri alla vita monastica o alla solitudine dal mondo.
«Fuggi il molteplice» (Áphele tà pànta = lett. fuggi tutte le cose) è il motto del filosofo, come «conosci te stesso» lo era per Socrate: la fuga dal mondo non vuol dire impoverirsi, ma un arricchirsi ritrovando dentro di noi l'Uno che è il mondo e molto più. Perciò la fuga dal mondo non vuol dire tanto abbandonare ogni bene, che poi si ritrova molto più nell'Uno, ma fuggire il molteplice. È molto vicino all'evangelico impoverirsi per ritrovare Dio, ma il filosofo resta da solo sebbene mostri al mondo la via dell'Uno.

#### La provvidenza
Il male si comprende meglio alla luce della provvidenza, la cui dottrina plotiniana riveste una notevole importanza teorica e storica. La provvidenza, secondo Plotino, è il segno dell'originarsi dall'alto degli elementi di questo mondo. Essa è il necessario adeguarsi della realtà all'Idea di cui è immagine.
Il termine greco πρόνοια (prònoia), con cui si traduce «provvidenza», va inteso non come un provvedere fattivamente a qualcosa, poiché l'intelligibile non si occupa affatto del mondo sensibile. La prònoia per Plotino è solamente "precedenza" o antecedenza del noùs rispetto al sensibile. Da ciò deriva che il mondo sia buono.
Plotino non ha la pretesa di spiegare il male, di giustificarlo razionalmente, come farà ad esempio Leibniz; né vuole sminuirlo, come facevano gli stoici, secondo cui tutto avviene sempre secondo ragione. Egli rigetta inoltre il finalismo antropomorfo della Bibbia, anche se nella concezione biblica (libro di Giobbe) provvidenza non significa che tutto vada sempre per il meglio.
Ma la polemica di Plotino è rivolta principalmente contro il meccanicismo, il quale attribuisce al caso la formazione dell'universo, il che è per lui un'assurdità. Se la logica del cosmo fosse accidentale, infatti, sarebbe non solo una logica insensata, ma anche estranea al suo costituirsi. Da questo punto di vista, il meccanicismo non si distingue dalla concezione finalistica di un'intelligenza che costruisca artificialmente il mondo dall'esterno, tramite un incontro meccanico di atomi. Che questo incontro avvenga deliberatamente o per puro caso, cioè, si tratterebbe sempre di un meccanismo eterònomo (ovvero soggetto a leggi esterne, e non a una ragione interiore).
Usando per influsso stoico il termine "Logos" per designare la Provvidenza, Plotino afferma piuttosto che il mondo deriva da un essere superiore che genera in maniera autonoma, «per natura» e non per uno scopo deliberato, un essere simile a sé. Gli inconvenienti del mondo sono dovuti unicamente all'inevitabile dispersione e affievolimento della luce e della bellezza originari, al pari di un raggio di sole che si allontana via via nelle tenebre. Questa idea di provvidenza sarà poi ripresa nel Settecento da Giambattista Vico.

### L'anima umana e il suo ritorno all'Uno
Giunti al punto più basso dell'emanazione ha inizio la risalita o conversione (epistrophé), che soltanto l'uomo è in grado di compiere. Fra tutte le creature viventi, l'uomo è infatti l'unico essere dotato di libertà capace di invertire la necessità della dispersione, volgendosi alla contemplazione dell'intelligibile. Soltanto l'anima del sapiente però sa compiere questa ascesa: la maggior parte delle anime individuali, incarnate nel corpo, non avverte l'esigenza del ritorno all'unità perché non conosce la meta da raggiungere o perché non è in grado di arrivarci. Si crea così una profonda differenza tra i pochi uomini che riescono a raggiungere la salvezza, e le anime dei sofferenti che restano ciechi alla luce.

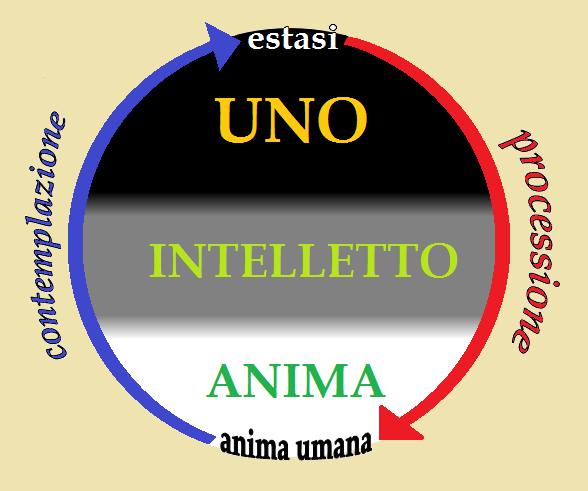
Il circolo nella filosofia di Plotino: dalla contemplazione all'estasi; dalla processione all'anima umana.

Per le poche anime elette si viene a determinare un sistema circolare: l'Anima universale, nata dall'emanazione delle precedenti ipostasi, emana l'anima individuale che ha la possibilità del ritorno. Si tratta di un ciclo che dalla processione risale alla contemplazione; dalla necessità alla libertà: sono due poli complementari, i due aspetti di una realtà sola. Il percorso delle Enneadi ricalca tale cammino circolare, descrivendo il passaggio dalla materia all'Uno, e il ritorno dell'Uno alla materia. Non è solo un percorso filosofico della mente, un modo di esposizione efficace delle teorie filosofiche, ma è un percorso dell'essere, un'ascesi di vita che fissa le tappe che ognuno può percorrere per la realizzazione di sé, in maniera simile a un percorso per iniziati.
Questa polarità dentro l'unità si riflette anche nell'uomo, nel quale si trovano due opposte forze che confliggono, quelle due parti della nostra anima distinte e contrapposte che la dividono in una superiore e una inferiore. Secondo Plotino, al momento della nascita l'anima umana perde coscienza del suo contatto con l'Uno, e l'intera vita del filosofo non è che un ritorno al principio originario. Platone affermava che l'uomo non cercherebbe con tanta energia qualcosa della cui esistenza non è nemmeno certo; al contrario, la forza con cui cerca la bellezza originaria è conseguenza del fatto che l'ha vista, e il conoscere non è altro che un ricordare sempre più quel momento in cui, prima di incarnarsi, aveva la verità davanti a sé.
Ora che l'anima umana si trova esiliata in questo mondo, forse per espiare una colpa, la parte originaria di sé, quella «non discesa», avverte dunque in maniera più o meno inconsapevole la nostalgia del ritorno. Per ritrovare la via verso l'Uno e trascendere sé stessi, occorre secondo Plotino sprofondare in sé stessi: le ipostasi dimorano infatti nell'interiorità dell'anima. Il percorso di ascesi avviene tramite la catarsi, cioè la purificazione dalle passioni, liberandosi degli affetti terreni, cercando di avvicinarsi all'Uno ricorrendo al metodo della teologia negativa, cioè prendendo coscienza di ciò che non ci appartiene. 
Come già diceva Platone nel mito della caverna, occorre liberarsi dalle catene e dagli idoli della vita per arrivare a contemplare la verità. In maniera simile al suo maestro, anche Plotino ricorre spesso a immagini poetiche e suggestive. La catarsi è da lui paragonata all'azione dello scultore, che lavorando su un blocco di marmo elimina tutto il superfluo per trarne fuori la statua; è analoga al silenzio di chi vuole ascoltare la voce che desidera, non disturbata da rumori profani; è come una fuga da una terra straniera per tornare nella patria originaria.
Al culmine delle potenzialità umane si ha l'estasi, vissuta dall'asceta quando l'anima è rapita in Dio, e si identifica con l'Uno stesso, compenetrandosi in Lui. L'Uno non viene contemplato perché non è un oggetto, ma il fondo stesso dell'anima: questa non lo può possedere, viceversa ne viene posseduta. 
(Enneadi, VI, 9, 11, trad. di G. Faggin)

È opportuno evitare anche di parlare di panteismo naturalistico nel plotinismo, per il fatto che l'Uno è identico soltanto all'anima individuale, a cui sola è permessa l'estasi. Poiché vivere una tale esperienza è dato però raramente a pochissimi, Plotino raccomanda per lo più di condurre una vita virtuosa, evitando tuttavia ogni moralismo. L'etica viene qui intesa aristotelicamente come ricerca della felicità, consistente nella realizzazione della propria autentica essenza, che è qualcosa di eterno, ingenerato e imperituro, ma la pratica morale non ha un valore fine a se stesso: la virtù è un semplice "mezzo" di elevazione, di per sé indifferente.
(Enneadi, I, 2, 7-6, trad. a cura del Gruppo di Ur)
Oltre all'etica, un'altra via fondamentale indicata da Plotino consiste nella ricerca estetica del bello. Quell'unione che il filosofo teorizza, infatti, la vivono in primo luogo (senza rendersene conto del tutto) il musico e l'amante. Plotino corregge in parte il giudizio negativo che Platone aveva dato dell'arte: l'operare dell'artista non deriva dalla semplice imitazione di un'imitazione, ma è ispirato da un'idea attinta da una visione interiore del bello a lui rivelatasi.
Si ripropose però anche in Plotino, per certi versi, lo stesso conflitto platonico per cui la bellezza assoluta non può essere contaminata dalla materia dell'opera prodotta; fu solo col Cristianesimo che la materia sarà pienamente riscattata dal giudizio duramente negativo del platonismo. Così anche l'eros è un fuoco mistico inteso platonicamente come amore puramente ascensivo. Analogamente la bellezza, che noi vediamo riflessa nei corpi, ci spinge a cercarne l'origine nel mondo di lassù. Ritorna in proposito la rivalutazione del pensiero inconsapevole, perché nel risalire verso l'intelligibile il pensiero cosciente e puramente logico non è sufficiente, ma è «come se un demone ci guidasse».
Il percorso di ascesi rimane comunque sempre guidato dalla ragione, che è il mezzo principale di cui il filosofo si serve nell'ascendere all'Uno. La razionalità dialettica è però soltanto uno strumento, che consiste nell'eliminazione e nell'oblio di tutti gli elementi particolari e contingenti della molteplicità. Scopo della dialettica è in un certo senso quello di eliminare o negare sé stessa, quando nell'estasi non si avrà né pensiero, né azione morale, né atto logico, essendo uno stato in cui la ragione si trova fuori di sé (ἐξ στάσις).
L'estasi per Plotino non è un dono di Dio (come nel Cristianesimo) ma una possibilità naturale dell'anima, che però non scaturisce da una volontà deliberata: essa sorge da sé, spontaneamente, in un momento fuori della portata del tempo.

## L'eredità di Plotino

Presunto sarcofago di Plotino

La filosofia classica (greca e romana) si conclude con questo filosofo, di intelligenza e importanza pari a Socrate, Platone e Aristotele. Gli studiosi concordano nell'assegnare a lui la fine dell'antichità e nel collocare nell'opera di Agostino d'Ippona l'inizio del Medioevo culturale, restando ferma al 476 la data della fine dell'Impero romano d'Occidente con la resa di Romolo Augusto ai barbari di Odoacre.
Plotino amava definirsi semplicemente un commentatore di Platone; in realtà non è solo il primo dei neoplatonici, ma un filosofo sistematico situato agli antipodi rispetto a Hegel, pur venendo da questi in parte rivalutato, e comunque forte condizionatore delle teorie dello Pseudo-Dionigi che informerà tutta l'arte medioevale.
Plotino è stato in genere un autore poco noto anche perché il suo pensiero veniva spesso identificato con quello di Platone. Il ruolo che egli ha avuto nella storia della filosofia è ancora oggi tutto da riscoprire. A lui si rifecero soprattutto i filosofi rinascimentali e i primi idealisti romantici. La sua influenza è stata determinante perfino in pensatori che a stento ne conobbero il nome, come ad esempio Schopenhauer che trattando delle Operette morali di Giacomo Leopardi ricorda Plotino come protagonista del Dialogo di Plotino e di Porfirio che dissuade Porfirio dal proposito di suicidarsi.
Nell'ambito dell'islamismo la corrente mistica del sufismo s'ispirò al neoplatonismo plotiniano.

### Plotino e il pensiero cristiano
Incomincia nel tempo di Plotino l'intensa attività della patristica, nel tentativo di dare alle comunità cristiane una filosofia e una teologia conciliabili con la religione, e nello stesso tempo all'altezza della filosofia antica. Più di altri filosofi vicino alla nascente teologia cristiana, Plotino tuttavia non attribuisce all'Uno una volontà, né un finalismo, a differenza del Dio cristiano. Molti suoi temi saranno comunque fatti propri dai padri della Chiesa, e in special modo dalla scuola alessandrina. In ogni caso proprio ad Alessandria molti teologi si erano già appropriati di concetti tipici del medioplatonismo: lo stesso Origene aveva frequentato per qualche tempo la scuola di Ammonio Sacca, maestro di Plotino.
Agostino d'Ippona, che a lui ampiamente si rifece, riprese in particolare il tema della libertà: per Plotino infatti l'uomo è l'unico essere libero che può tornare all'Uno. Si tratta di una libertà, quella umana, che si scontra con la necessità, alla quale sono invece sottoposti tutti gli altri enti; il libero arbitrio dell'uomo diventa così foriero di un dualismo lacerante dovuto alla scelta tra bene e male. Agostino cercherà di approfondire l'aspetto del male radicale, in virtù del quale l'essere umano sembra capace di compiere azioni malvagie per sé stesse, volgendo volontariamente le spalle a Dio. Mentre però per Agostino Dio dona all'uomo la croce di Cristo mediatore, come ancora di salvezza per riscattarlo da questo voltafaccia, per Plotino egli ha le forze per salvarsi. Secondo il teologo cattolico Battista Mondin, il principale tentativo di sintesi fra filosofia classica e cristiana sarà quindi compiuto da Tommaso d'Aquino. Una tesi simile è sostenuta da William Ralph Inge, per il quale Tommaso d'Aquino «è più vicino a Plotino di quanto non sia al vero Aristotele».
Nel complesso, oltre agli aspetti di somiglianza tra la dottrina cristiana e quella di Plotino, giudicata la più simile al cristianesimo tra quelle antiche, sono stati via via evidenziati da alcuni interpreti anche gli elementi di sostanziale divergenza, dovuti tra l'altro alla contrarietà di Plotino per il cristianesimo, sebbene risulti difficile negare che egli in fondo ne sia stato indirettamente influenzato. Ad esempio secondo lo studioso gesuita Giovanni Magnani, contrariamente alla concezione monoteistica cristiana, quando Plotino e i neoplatonici parlano di unità divina non intendono escluderne la molteplicità. L'Uno è la fonte dalla quale scaturiscono tutte le altre realtà e che raccoglie il molteplice in sé stesso. Proprio la presenza della molteplicità degli dèi è il segno della potenza divina. In conclusione, sempre secondo lo studioso gesuita, sembra evidente che nei pensatori dell'antichità l'unità del divino non contraddica la sua molteplicità, così come l'esistenza di una gerarchia tra gli dèi e la funzione preminente di uno di essi (il Demiurgo di Platone, il Primo Motore di Aristotele, il Sommo Bene di Plotino) non comporta l'identità fra divinità e Dio e non è quindi un monoteismo.
Secondo altri autori invece quello di Plotino può definirsi propriamente come un monismo emanazionistico, che fa derivare tutto l'esistente da un'unica entità che emana tre ipostasi degradanti, per cui gli stessi dèi traggono la loro divinità da un solo principio, l'Uno, al quale egli assegnava di proposito il termine "Dio". Non risulta peraltro che Plotino avversasse l'adesione di alcuni discepoli al cristianesimo, quanto piuttosto l'insegnamento degli gnostici, ai quali contestava che la salvezza potesse essere raggiunta intellettualmente, indipendentemente dalla virtù individuale senza la quale «Dio non è che una parola».

### Psicologia plotiniana
(Enn. V 1 (10); 2. UTET, Torino 1997, traduzione C. Guidelli)
Protagonista degli scritti del filosofo è indubbiamente l'Anima. Terza nello schema ontologico delle ipostasi, essa è l'unica dotata di movimento e di passioni ed è plasmatrice dell'universo materiale. Ad essa è dedicata interamente la IV Enneade e compare spesso anche nei restanti trattati in qualità di soggetto della conoscenza e del percorso evolutivo. Essa è spesso simboleggiata dalla dea Afrodite per indicare la sua bellezza, la sua natura divina e la sua connessione con Eros, di cui è generatrice e compagna (v. Enn. III 5; 50). La maggior parte dei passi più belli e appassionati di Plotino sono riferiti all'anima.
Alcuni autori considerano Plotino il precursore della psicoanalisi e lo scopritore dell'inconscio. Con la sua teoria della doppia anima - anima superiore o non discesa, rivolta all'Intelletto, e anima inferiore o esteriore, rivolta al mondo terreno - il filosofo formulò infatti prime ipotesi sui processi non coscienti dello spirito, giungendo a definire due forme di pensiero distinto: il pensiero "intellettivo" e intuitivo, collegato alla contemplazione di archetipi, e il pensiero "discorsivo" che spesso coincide con ciò che noi chiamiamo "conscio".
La sua dottrina della doppia anima ha esercitato notevoli influenze su pensatori come Ralph Waldo Emerson, Carl Gustav Jung e Ignacio Matte Blanco.

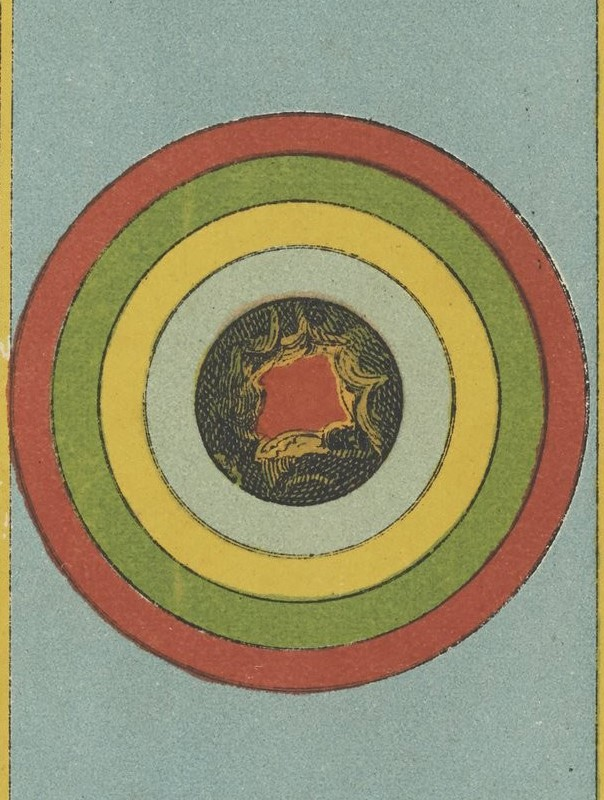
Cerchi concentrici originati dalla conflagrazione del nucleo.

### Raffronto con la cosmogonia moderna
Nell'emanatismo di Plotino, la cui riflessione sull'origine dell'universo procede da un iniziale discorso logico-razionale, seppure ricompreso in un'esperienza intuitiva situata oltre i limiti dei normali strumenti concettuali, che lo costringe a usare metafore, immagini e analogie, sono state rilevate affinità con la moderna cosmogonia del Big Bang.
L'Uno infatti è perfetta unità, semplicità inscindibile che può richiamare l'iniziale "puntino" di energia della teoria del Big Bang. Plotino parla dell'Uno come potenza assoluta da cui si producono le cose materiali, proprio come per spiegare il «grande Bang» si parla di «energia concentrata», che esplode in miliardi di particelle di materia. L'emanazione è un processo spontaneo, una necessità intrinseca all'Uno, così come l'esplosione del Big Bang che si genera da sé a partire da una "bollicina" di energia, senza intervento di agenti esterni. Plotino descrive poi l'emanazione come una sorta di movimento di sfere concentriche che vanno progressivamente allargandosi, allontanandosi dal centro e generando una realtà infinita, proprio come dal Big Bang si pensa un universo in continua espansione.